# Léon-Vivant Moissenet
Léon Vivant Moissenet (né le 2 août 1831 à Chalon-sur-Saône (Saône-et-Loire) et décédé le 2 février 1906 à Chaumont (Haute-Marne)) est polytechnicien (promotion de 1851) et ingénieur des mines de Paris. Marié à la Nouvelle-Orléans en 1859 à Eugénie Beugnot, descendant d'émigrés français en Louisiane.

## Biographie
Léon Vivant Moissenet fut membre de l’Académie de Mâcon (Lamartinienne). Celle-ci lui a dédié une conférence le 2 décembre 2004, préparatoire à la célébration du centenaire de sa mort en 2006. Cette communication du Professeur Jean Pelletier-Thibert, s’appuyant sur les archives inédites de Moissenet, révèle le rôle important que celui-ci a tenu sous le siège de Paris (1870-1871). Notamment en prenant l’initiative de la construction d’une poudrière sous le Jardin du Luxembourg, pour y abriter le stock d’explosifs de l’École des Mines, sauvant ainsi le Quartier Latin d’une destruction certaine. Proche de Elie de Beaumont (Académie des Sciences), Moissenet peut être considéré aujourd'hui comme l'un des pères de la Carte Géologique de France.
- Ces archives inédites de Moissenet ont été retrouvées dans la maison de son grand-père maternel, Claude Bidreman (exploitant au XIXe siècle les carrières de gypse à Charrecey (Saône-et-Loire)) maire de cette commune du Chalonnais durant 14 ans[2].
- Léon Moissenet a préfacé le livre "Charrecey en Chalonnais (S & L)" de Mme Christian Denis édité en 1905 par la librairie Vic et Amat à Paris[3].